# Rileya gallicola
Rileya gallicola är en stekelart som beskrevs av Jean-Jacques Kieffer 1910. Rileya gallicola ingår i släktet Rileya och familjen kragglanssteklar. Inga underarter finns listade i Catalogue of Life.